# Phytodietus alpinator
Phytodietus alpinator är en stekelart som beskrevs av Aubert 1969. Phytodietus alpinator ingår i släktet Phytodietus och familjen brokparasitsteklar. Inga underarter finns listade i Catalogue of Life.